# 鮑伯·柯斯塔斯
羅伯特·昆蘭·柯斯塔斯（英語：Robert Quinlan Costas，1952年3月22日—），美國運動賽事主播，1980年起服務於國家廣播公司（NBC），直到2019年離任。職涯共獲得驚人的廿八座艾美獎，1988年至2016年期間的十二次奧運賽事，亦是由柯斯塔斯負責播報。他現隸屬於透納電視網（TNT），播報美國職棒大聯盟賽事，此外也為有線電視新聞網（CNN）提供賽事評註。柯斯塔斯亦是「大聯盟網路」（MLB Network）的一員。

## 獲獎與榮譽
- 福特·C·弗里克獎（Ford C. Frick Award），2018年[4]

## 外部連結
- 鮑伯·柯斯塔斯在互联网电影资料库（IMDb）上的資料（英文）